# Antonino Colajanni
Antonino Colajanni (Enna, 23 giugno 1942) è un antropologo italiano.

## Biografia
Laureatosi in giurisprudenza nel 1965 all'Università di Messina, si perfeziona studiando antropologia presso la Scuola di Specializzazione in Discipline Etno-Antropologiche dell'Università di Roma  "La Sapienza". Nel biennio 1970-71 frequenta con profitto un corso post-graduato di Specializzazione sui "Problemi Sociali dello Sviluppo" presso l'Università di Napoli- Fondazione Olivetti nel 1970-71.
I suoi settori di ricerca nel campo socio-antropologico comprendono preminentemente ricerche etnografiche e socio-antropologiche sui conflitti sociali e la risoluzione dei conflitti, sui processi di cambiamento sociale e sulle reazioni ai progetti di sviluppo, sullo sciamanismo e le interpretazioni simboliche della natura, presso diverse società indigene dell'America Latina (gli Shuar Achuar in Ecuador; le società contadine del Boyacá in Colombia; gli indigeni della Sierra Nevada de Santa Marta, Kogi e Aruaco; le popolazioni indigene degli Wayuu).
Dal 2005 è professore ordinario di discipline antropologiche presso la facoltà di filosofia, lettere, scienze umanistiche e studi orientali dell'Università di Roma "La Sapienza". Precedentemente è stato professore associato di antropologia sociale e di antropologia visuale presso la facoltà di scienze umanistiche dal 1983 al 2004, professore di antropologia dei processi di sviluppo presso la European School of Advanced Studies in Cooperation and Development (Università di Pavia) dal 2000 al 2009 e professore incaricato di etnologia presso le Università di Urbino, Lecce e Bari dal 1970 al 1982.
In campo accademico è stato inoltre chiamato, come Visiting Professor, a tenere corsi, conferenze e seminari nelle Università di Copenaghen, Madrid (Complutense), Málaga, Ginevra (Institut Universitarie d'Etudes sur le Dévéloppement), Bogotá (Universidad de los Andes), Quito (Universidad Católica, Universidad Andina Simón Bolivar)e Lima (Universidad Católica).
Tra gli altri incarichi rivestiti è stato Direttore della rivista "Rassegna Italiana di Sociologia" negli anni 1982-83, e membro del Consiglio Direttivo dello stesso periodico dal 1976 al 1989, membro del Consiglio Direttivo della rivista “L'Uomo” negli anni 1982-98, Presidente della ONG italiana "Ricerca e cooperazione" dal 1985 al 1990, quindi Direttore del Centro Studi e Documentazione della stessa ONG e Responsabile dei progetti in Colombia dal 1985 al 2004. Nel periodo 2000-2003 è stato Membro del Consiglio direttivo della Associazione Italiana per le Scienze Etno-Antropologiche (A.I.S.E.A.) e vicepresidente della stessa.
Negli anni tra il 1980 e il 2007 si è inoltre adoperato come esperto e consulente presso molte differenti istituzioni dello sviluppo (varie ONG, Direzione Generale per la Cooperazione allo Sviluppo, Ministero degli Esteri, IFAD, PNUD, Commissione Europea). Dal 2013 è Presidente onorario della Società Italiana di Antropologia Applicata (S.I.A.A.).

## Opere
- Trasformazioni sociali e conflitti tra i Jivaro Shuar e Achuar dell'Oriente dell'Ecuador, Bari, Libreria Universitaria, 1977
- Problemi di antropologia dei processi di sviluppo, Varese, Ed. ISSOCO, 1994
- Le piume di cristallo. Indigeni, nazioni e Stato in America Latina, Roma, Ed. Meltemi, 1998 (2ª ed. 2006)
- Introduzione alla ricerca antropologica. Lo studio del cambiamento sociale, Roma, Edizioni Nuova Cultura, 2007
- Un futuro incerto. Popoli indigeni e sviluppo in America Latina, in collaborazione con Alessandro Mancuso, Roma, Ed. CISU, 2008
- Anthropology and development processes. Four Lectures, Roma, Edizioni Nuova Cultura, 2009
- Gli usignoli dell'Imperatore. Lo studio dei mutamenti sociali e l'antropologia applicata nella tradizione britannica del contesto coloniale, dagli anni '30 agli anni '50, Roma, Ed. CISU, 2012
- El Virrey y los indios del Perù. Francisco de Toledo (1569-1581), la politica indigena y las reformas sociales, Ediciones Abya Yala, Quito 2018.
- Il 'prospettivismo' e le 'ontologie' indigene amerindiane: una ricostruzione storico-critica del dibattito degli ultimi decenni, in "Rivista di Antropologia Contemporanea", 2020.
- Il 'prospettivismo e la 'svolta ontologica' nelle discussioni e nei commenti italiani: gli antropologi e i filosofi, in: Dei-Quarta, Sulla svolta ontologica, Milano 2021.
- Bronislaw Malinowki, l'antropologia pratica, la politica e il colonialismo, in "ANUAC. Journal of the Italian Society of Cultural Anthropology", 2022.
- Sull'antropologia storica e l'etnostoria del mondo andino. Esperienze e ricerche, in: R. Palmisano, Post-global anthropology and other adventures, 2023.